# Gabriel Chardin
Pour les articles homonymes, voir Chardin.
Gabriel Chardin est un physicien français.

## Biographie
Il a travaillé au Dapnia (Département d'astrophysique, de physique des particules, de physique nucléaire et de l'instrumentation associée) du Centre CEA de Saclay.
Il a contribué à fonder l'expérience EDELWEISS visant à tester l'hypothèse suivant laquelle les Wimps constitueraient la matière noire, et en a été le porte-parole.
En 2007, il devient directeur du Centre de spectrométrie nucléaire et de spectrométrie de masse (CSNSM) de l'université Paris XI. La même année, il reçoit la médaille d'argent du CNRS,. Gabriel Chardin est nommé président du comité des très grands équipements scientifiques et grandes infrastructures (TGIR), à compter du 1er septembre 2014.
Il fait des recherches sur l'hypothèse d'une masse négative pour l'antimatière (ce qui en ferait de la matière exotique, et donnerait une piste d'antigravité). Selon lui, cette hypothèse offrirait une explication à l'expansion de l'univers. Il a étudié les relations entre cette hypothèse, la violation de la symétrie CP, et la seconde loi de la thermodynamique (ses travaux indiquant qu'une inversion de la « flèche du temps » par l'antimatière ne violerait pas le second principe).
Avec Aurélien Benoit-Lévy, il propose un modèle de Dirac-Milne alternatif au modèle standard en remplaçant l'énergie noire et la matière noire par l'antimatière pour expliquer l'histoire de l'univers sans zones d'ombre,.
Il a écrit plusieurs livres de vulgarisation scientifique, aussi bien généraux que reprenant ses propres hypothèses.

## Ouvrages
- L'Antimatière : Un exposé pour comprendre, un essai pour réfléchir, Flammarion, coll. « Dominos », 1996 (ISBN 978-2080355065)
- Peut-on voyager dans le temps ?, Le Pommier, octobre 2014 (1re éd. 2002), 64 p. (ISBN 978-2746500983) (commentaire)
- L'Antimatière : La matière qui remonte le temps, Le Pommier, 20 juin 2006, 191 p. (ISBN 978-2746502888) (commentaire)
- Qu'est-ce que la flèche du temps ?, Le Pommier, 2007, 64 p. (ISBN 978-2746503168)
- L'Insoutenable gravité de l'Univers, Le Pommier, 14 mars 2018, 463 p. (ISBN 978-2-7465-1083-8)